# Joaquín Galdós
Joaquín Galdós Moreno (Lima, 1 de noviembre de 1995) es un torero peruano en activo.

## Biografía
Joaquín Galdós nació en Lima el 1 de noviembre de 1995.
Fue alumno de la Escuela taurina de Málaga y de la Escuela taurina de Arganda del Rey.

## Carrera profesional

### Novillero
2013: Realizó su debut en público el 4 de mayo.
2014: Debutó con picadores en la Plaza de toros de Málaga el 17 de agosto, estando acartelado junto a Fernando Rey y Ginés Marín con novillos de Fuente Rey, cortó una oreja al segundo de su lote.
Corta dos orejas en Lima el 25 de octubre en un mano a mano con Andrés Roca Rey.
2015: Se presentó en Madrid el 25 de mayo de estando acartelado junto a Martín Escudero y Francisco José Espada con novillos de El Montecillo y Dolores Rufino Martín, fue cogido en su segundo novillo.
Se presenta en la Maestranza cortando una oreja el 7 de junio acartelado junto a Francisco José Espada y José Ruiz Muñoz con novillos de Guadajira.

#### Estadísticas
| Año  | Festejos | Reses lidiadas | Orejas | Rabos | Indultos |
| ---- | -------- | -------------- | ------ | ----- | -------- |
| 2014 | 10       | 21             | 23     | 0     | 0        |
| 2015 | 36       | 74             | 44     | 0     | 1        |
| 2016 | 8        | 18             | 11     | 0     | 0        |

### Matador de toros
2016
Tomó la alternativa el 19 de junio en la Plaza de toros de Istres teniendo de padrino a José Mari Manzanares y de testigo a López Simón con toros de El Pilar.
2017
Confirmó alternativa en Madrid en la feria de San Isidro el 1 de junio con José Mari Manzanares de padrino y Cayetano de testigo con toros de Juan Pedro Domecq, el toro con el que tomó alternativa se llama esbelto n°128 con el que recibo una ovación.
2018
Torea en Las Ventas el 31 de mayo en la corrida de las naciones, estando acartelado junto a Juan Bautista, Luis Bolívar, Juan del Álamo, Luis David Adame y Jesús Enrique Colombo con toros de El Pilar.
2019
Torea en Sevilla el 1 de mayo junto a José Garrido y Alfonso Cadaval con toros de Torrestrella.
Torea en Madrid el 16 de mayo junto a David Galván y Juan Ortega con toros de Valdefresno.
Corta dos orejas en Bezier el 17 de agosto saliendo por la puerta grande junto a Manuel Escribano, el tercer espada Daniel Luque sólo corto una oreja.

#### Estadísticas
| Año  | Festejos | Reses lidiadas | Orejas | Rabos | Indultos |
| ---- | -------- | -------------- | ------ | ----- | -------- |
| 2016 | 13       | 28             | 18     | 0     | 0        |
| 2017 | 23       | 46             | 47     | 2     | 0        |
| 2018 | 32       | 64             | 62     | 2     | 2        |
| 2019 | 21       | 42             | 20     | 1     | 0        |
| 2020 | 3        | 4              | 6      | 0     | 0        |